# بيتر ستيف دو تويت
بيتر ستيف دو تويت (مواليد 20 أغسطس 1992) هو لاعب اتحاد رغبي جنوب أفريقي.

## وصلات خارجية
- بيتر ستيف دو تويت عل موقع إسبنسكروم (الإنجليزية)
- بيتر ستيف دو تويت على موقع ItsRugby.co.uk (الإنجليزية)